# Scaphytopius scriptus
Scaphytopius scriptus är en insektsart som beskrevs av Ball 1909. Scaphytopius scriptus ingår i släktet Scaphytopius och familjen dvärgstritar. Inga underarter finns listade i Catalogue of Life.